# Żabi Róg
Żabi Róg (Duits: Horn) is een dorp in de Poolse woiwodschap Ermland-Mazurië. De plaats maakt deel uit van de gemeente Morąg en telt 2100 inwoners.